# Championnats de Belgique d'athlétisme 2024
En 2024, les championnats de Belgique d'athlétisme toutes catégories se sont déroulés les samedi 29 et dimanche 30 juin au stade Roi Baudouin à Bruxelles.
Les épreuves du 10.000 m pour les hommes et les femmes ont eu lieu à l'Atletiekarena Gaston Roelants à Kessel-Lo le 8 mai 2024.

## 100 m
| Résultat | Athlète              | Performance (+0.5 SP) |
| -------- | -------------------- | --------------------- |
| 1er      | Simon Verherstraeten | 10,15 s               |
| 2e       | Kobe Vleminckx       | 10,25 s               |
| 3e       | Jordan Paquot        | 10,35 s               |

| Résultat | Athlète         | Performance (+0,3 SP) |
| -------- | --------------- | --------------------- |
| 1re      | Delphine Nkansa | 11,20 s               |
| 2e       | Rani Rosius     | 11,23 s               |
| 3e       | Marine Jehaes   | 11,44 s               |

## 200 m
| Résultat | Athlète              | Performance (+0,1 SP) |
| -------- | -------------------- | --------------------- |
| 1er      | Simon Verherstraeten | 20,60 s               |
| 2e       | Kobe Vleminckx       | 20,61 s               |
| 3e       | Antoine Snyders      | 20,91 s               |

| Résultat | Athlète      | Performance (+1,0 SP) |
| -------- | ------------ | --------------------- |
| 1re      | Imke Vervaet | 23,03 s               |
| 2e       | Rani Rosius  | 23,11 s               |
| 3e       | Lien Torf    | 23,78 s               |

## 400 m
| Résultat | Athlète            | Performance |
| -------- | ------------------ | ----------- |
| 1er      | Dylan Borlée       | 45,32 s     |
| 2e       | Kevin Borlée       | 45,32 s     |
| 3e       | Robin Vanderbemden | 46,10 s     |

| Résultat | Athlète        | Performance |
| -------- | -------------- | ----------- |
| 1re      | Helena Ponette | 51,88 s     |
| 2e       | Camille Laus   | 53,36 s     |
| 3e       | Manon De Marez | 53,77 s     |

## 800 m
| Résultat | Athlète           | Performance |
| -------- | ----------------- | ----------- |
| 1er      | Tibo De Smet      | 1.46,88     |
| 2e       | Aurèle Vandeputte | 1.47,28     |
| 3e       | Ruben Cornelus    | 1.49,13     |

| Résultat | Athlète          | Performance |
| -------- | ---------------- | ----------- |
| 1re      | Vanessa Scaunet  | 2.02,18     |
| 2e       | Elise Vanderelst | 2.03,31     |
| 3e       | Annelies Nijssen | 2.03,52     |

## 1500 mètres
| Résultat | Athlète         | Performance |
| -------- | --------------- | ----------- |
| 1er      | Pieter Sisk     | 3.43,07     |
| 2e       | Thomas Vanoppen | 3.43,80     |
| 3e       | Antoine Senard  | 3.43,89     |

| Résultat | Athlète        | Performance |
| -------- | -------------- | ----------- |
| 1re      | Marie Bilo     | 4.34,23     |
| 2e       | Lore Quatacker | 4.34,23     |
| 3e       | Laura Schadron | 4.34,44     |

## 5000 m
| Résultat | Athlète           | Performance |
| -------- | ----------------- | ----------- |
| 1er      | Robin Hendrix     | 13.28,34    |
| 2e       | Guillaume Grimard | 13.47,54    |
| 3e       | Kobe Hermans      | 14.01,34    |

| Résultat | Athlète       | Performance |
| -------- | ------------- | ----------- |
| 1re      | Lisa Rooms    | 15.28,38    |
| 2e       | Jana Van Lent | 15.36,53    |
| 3e       | Febe Triest   | 16.36,27    |

## 10 000 m
| Résultat | Athlète           | Performance |
| -------- | ----------------- | ----------- |
| 1er      | Guillaume Grimard | 28.34,54    |
| 2e       | Arnaud Collard    | 29.28,29    |
| 3e       | Pierre Denays     | 29.30,04    |

| Résultat | Athlète          | Performance |
| -------- | ---------------- | ----------- |
| 1re      | Yewbdar Denys    | 34.23,63    |
| 2e       | Anne Schreurs    | 34.54,38    |
| 3e       | Soline Braeckman | 35.13,94    |

## 110 m haies/100 m haies
| Résultat | Athlète               | Performance (+0,1 SP) |
| -------- | --------------------- | --------------------- |
| 1er      | Michael Obasuyi       | 13,24 s               |
| 2e       | Elie Bacari           | 13,43 s               |
| 3e       | Nolan Vancauwemberghe | 13,74 s               |

| Résultat | Athlète             | Performance (+0,3 SP) |
| -------- | ------------------- | --------------------- |
| 1re      | Anne Zagré          | 13,05 s               |
| 2e       | Yanla Ndjip-Nyemeck | 13,10 s               |
| 3e       | Noor Vidts          | 13,34 s               |

## 400 m haies
| Résultat | Athlète               | Performance |
| -------- | --------------------- | ----------- |
| 1er      | Mimoun Abdoul Wahab   | 50,90 s     |
| 2e       | Tuur Bras             | 51,09 s     |
| 3e       | Dries Van Nieuwenhove | 51,20 s     |

| Résultat | Athlète            | Performance |
| -------- | ------------------ | ----------- |
| 1re      | Naomi Vandenbroeck | 54,80 s     |
| 2e       | Hanne Claes        | 54,82 s     |
| 3e       | Paulien Couckuyt   | 54,96 s     |

## 3000 m steeple
| Résultat | Athlète             | Performance |
| -------- | ------------------- | ----------- |
| 1er      | Clement Labar       | 8.40,30     |
| 2e       | Rayan Vanderpoorten | 8.43,08     |
| 3e       | Marco Vanderpoorten | 8.51,68     |

| Résultat | Athlète            | Performance |
| -------- | ------------------ | ----------- |
| 1re      | Eline Dalemans     | 9.43,31     |
| 2e       | Astrid Van Breedam | 10.23,23    |
| 3e       | Elia Cappa         | 10.33,58    |

## Saut en longueur
| Résultat | Athlète           | Performance       |
| -------- | ----------------- | ----------------- |
| 1er      | Yanni Sampson     | 7,54 m (+0,5 m/s) |
| 2e       | Jeroen Gonnissen  | 7,38 m (+0,9 m/s) |
| 3e       | Jente Hauttekeete | 7,27 m (-0,6 m/s) |

| Résultat | Athlète            | Performance       |
| -------- | ------------------ | ----------------- |
| 1re      | Sennah Vanhoeijen  | 6,27 m (+1,4 m/s) |
| 2e       | Maité Beernaert    | 6,04 m (-0,5 m/s) |
| 3e       | Sara Van Hoyweghen | 6,01 m (+0,6 m/s) |

## Triple saut
| Résultat | Athlète         | Performance        |
| -------- | --------------- | ------------------ |
| 1er      | David Boda      | 15,06 m (+0,2 m/s) |
| 2e       | Désiré Kingunza | 14,90 m (-0,3 m/s) |
| 3e       | Björn De Decker | 14,57 m (-0,7 m/s) |

| Résultat | Athlète        | Performance        |
| -------- | -------------- | ------------------ |
| 1re      | Saliyya Guisse | 13,33 m (+0,4 m/s) |
| 2e       | Ilona Masson   | 13,27 m (+0,4 m/s) |
| 3e       | Florence Amon  | 12,41 m (-0,3 m/s) |

## Saut en hauteur
| Résultat | Athlète       | Performance |
| -------- | ------------- | ----------- |
| 1er      | Jef Vermeiren | 2,19 m      |
| 2e       | Bram Ghuys    | 2,09 m      |
| 3e       | Stan Geenens  | 2,04 m      |

| Résultat | Athlète           | Performance |
| -------- | ----------------- | ----------- |
| 1re      | Merel Maes        | 1,85 m      |
| 2e       | Zita Goossens     | 1,80 m      |
| 3e       | Nicasina Rossaert | 1,77 m      |

## Saut à la perche
| Résultat | Athlète             | Performance |
| -------- | ------------------- | ----------- |
| 1re      | Ben Broeders        | 5,65 m      |
| 2e       | Thomas Van Nuffelen | 5,20 m      |
| 3e       | Jaan Bal            | 5,20 m      |

| Résultat | Athlète        | Performance |
| -------- | -------------- | ----------- |
| 1re      | Elien Vekemans | 4,20 m      |
| 2e       | Kyani Joosten  | 4,10 m      |
| 3e       | Lola Lepère    | 4,10 m      |

## Lancer du poids
| Résultat | Athlète               | Performance |
| -------- | --------------------- | ----------- |
| 1er      | Andreas De Lathauwer  | 18,45 m     |
| 2e       | Kwinten Cools         | 18,14 m     |
| 3e       | Alexander Anthonissen | 17,44 m     |

| Résultat | Athlète        | Performance |
| -------- | -------------- | ----------- |
| 1re      | Elena Defrère  | 16,08 m     |
| 2e       | Jolien Boumkwo | 15,79 m     |
| 3e       | Noor Vidts     | 14,44 m     |

## Lancer du disque
| Résultat | Athlète              | Performance  |
| -------- | -------------------- | ------------ |
| 1er      | Philip Milanov       | 62,09 mètres |
| 2e       | Andreas De Lathauwer | 51,48 mètres |
| 3e       | Leander Casteels     | 51,27 mètres |

| Résultat | Athlète            | Performance  |
| -------- | ------------------ | ------------ |
| 1re      | Babette Vandeput   | 54,51 mètres |
| 2e       | Anouska Hellebuyck | 49,08 mètres |
| 3e       | Emilie Dodrimont   | 47,33 mètres |

## Lancer de javelot
| Résultat | Athlète          | Performance  |
| -------- | ---------------- | ------------ |
| 1er      | Timothy Herman   | 78,19 mètres |
| 2e       | Cedric Sorgeloos | 69,49 mètres |
| 3e       | Ides Verhulst    | 69,02 mètres |

| Résultat | Athlète       | Performance  |
| -------- | ------------- | ------------ |
| 1re      | Pauline Smal  | 50,52 mètres |
| 2e       | Kirsten Umans | 41,45 mètres |
| 3e       | Kayla Iven    | 41,27 mètres |

## Lancer du marteau
| Résultat | Athlète           | Performance |
| -------- | ----------------- | ----------- |
| 1er      | Rémi Malengreaux  | 62,52 m     |
| 2e       | Devlin Neyens     | 60,59 m     |
| 3e       | Jens Vander Avert | 59,86 m     |

| Résultat | Athlète               | Performance  |
| -------- | --------------------- | ------------ |
| 1re      | Vanessa Sterckendries | 68,22 mètres |
| 2e       | Manon Beernaert       | 53,66 mètres |
| 3e       | Evi Vercruysse        | 52,24 mètres |

## Sources
- Ligue belge francophone d'athlétisme
- Ligue belge flamande d'athlétisme
- Résultats